# Thomas M. Scheerer
Thomas M. Scheerer  (* 30. Juli 1949 in Lübeck; † 2. August 2009 in Witzenhausen) war ein deutscher Romanist, Hispanist, Literaturwissenschaftler und Sprachwissenschaftler.

## Leben und Werk
Scheerer studierte an der Universität Köln und promovierte 1973 in Bonn mit der von der Fakultät preisgekrönten Arbeit Textanalytische Studien zur "écriture automatique" (Bonn 1974). Nach geförderten Forschungsaufenthalten in Madrid und Barcelona habilitierte er sich 1981 als Assistent an der Universität Bonn mit Studien zum sentimentalen Unterhaltungsroman in Spanien. Pedro Mata, Alberto Insúa und José Maria Carretero (Heidelberg 1983). 
Er machte Lehrstuhlvertretungen in Heidelberg, Duisburg und Saarbrücken. 1984 wurde er als Professor für Romanische Literaturwissenschaft unter besonderer Berücksichtigung Spaniens und Lateinamerikas an die Universität Augsburg berufen und war dort auch Dekan (von 1996 bis 1998) und Prorektor (von 2001 bis 2005). 1990 lehnte er einen Ruf an die Universität Gießen ab.

Scheerer war von 1993 bis 1995 Vorsitzender des Deutschen Hispanistenverbandes.

## Werke (Auswahl)

### Als Autor
Belletristik
- Phantasielösungen. Kleines Lehrbuch der Pataphysik. 2. Aufl. CMZ-Verlag, Rheinbach-Merzbach 1983, ISBN 3-922584-04-7.[1]

Sachbücher
- Ferdinand de Saussure. Rezeption und Kritik (Erträge der Forschung; Bd. 133). Wissenschaftliche Buchgesellschaft, Darmstadt 1980, ISBN 3-534-08129-3.
- Mario Vargas Llosa. Leben und Werk. Eine Einführung. Suhrkamp, Frankfurt/M. 1991, ISBN 3-518-38289-6.

### Als Herausgeber
- A travers la poésie française. Une Anthologie. Klett, Stuttgart 1985 (2 Bde., zusammen mit Walter Eckel).

1. Hauptband. ISBN 3-12-597110-1.
2. Analysen. ISBN 3-12-597120-9.
3. Leseproben. ISBN 3-12-597130-6 (1 Kompaktkassette).

- BILA. Indice bio-bibliográfico de autores latinoamericanos. Universität Augsburg 1991/92 (3 Bde.).
- Pablo Diener (Red.): Johann Moritz Rugendas. Bilder aus Mexiko. Wißner Verlag, Augsburg 1993, ISBN 3-928898-23-X (zusammen mit Rudolf Frankenberger; zugl. Katalog der gleichnamigen Ausstellung in der Universitätsbibliothek Augsburg 1993).
- Romane in Spanien. Edition Valentina, Frankfurt/M. 2004/09 (2 Bde., zusammen mit Thomas Bodenmüller und Axel Schönberger)

1. 1975–2000. 2004, ISBN 3-936132-04-6 (Bibliotheca Romanica et Latina; Bd. 4).
2. 1975–2005. 2009, ISBN 978-3-936132-13-7 (Bibliotheca Romanica et Latina; Bd. 9).